# فيليب كلاين
فيليب كلاين (بالإنجليزية: Philip Klein)‏ هو كاتب سيناريو أمريكي، ولد في 24 أبريل 1889 في نيويورك في الولايات المتحدة، وتوفي في 8 يونيو 1935 في لوس أنجلوس في الولايات المتحدة.

## وصلات خارجية
- فيليب كلاين على موقع IMDb (الإنجليزية)
- فيليب كلاين على موقع ألو سيني (الفرنسية)
- فيليب كلاين على موقع أول موفي (الإنجليزية)
- فيليب كلاين على موقع قاعدة بيانات برودواي على الإنترنت (الإنجليزية)
- فيليب كلاين على موقع قاعدة بيانات الأفلام السويدية (السويدية)
- فيليب كلاين على موقع قاعدة بيانات الفيلم (الإنجليزية)
- فيليب كلاين على موقع كينوبويسك (الروسية)